# Raw Device Mapping
Raw Device Mapping (RDM, englisch für Direkter Geräteverweis) bezeichnet eine Option in der VMware-Server-Virtualisierungsumgebung, einen Datenspeicher an eine virtuelle Maschine anzubinden.

## Begriffsklärung, Definition
RDM ist eine von zwei Möglichkeiten, einen Datenspeicher an eine virtuelle Maschine anzubinden. Die andere Möglichkeit, einen Datenspeicher an eine virtuelle Maschine anzubinden, ist das VMFS.
Während VMFS von VMWare für die meisten Anwendungen einschließlich Datenbanken, Customer-Relationship-Management und Enterprise-Resource-Planning empfohlen wird, stellt RDM eine Möglichkeit dar, Datenspeicher sowohl in virtuellen als auch in physischen Umgebungen zu betreiben.
Da RDM die Verwendung von existierenden SAN-Befehlen ermöglicht, wird es im Allgemeinen verwendet, um die Leistung von I/O-intensiven Anwendungen zu verbessern.

## Kompatibilitätsmodi
RDM kann entweder im virtuellen Kompatibilitätsmodus oder im physischen Kompatibilitätsmodus konfiguriert werden.

### Virtueller Kompatibilitätsmodus
Der virtuelle Modus bietet ähnliche Vorteile wie das VMFS wie erweiterte Dateisperrung und Snapshots.

### Physischer Kompatibilitätsmodus
Der physische Modus ermöglicht den Zugriff auf die meisten Hardware-Funktionen des Speichersystems, das abgebildet wird.